# Henckelia incana
Henckelia incana är en tvåhjärtbladig växtart som först beskrevs av Vahl, och fick sitt nu gällande namn av Spreng.. Henckelia incana ingår i släktet Henckelia och familjen Gesneriaceae. Inga underarter finns listade i Catalogue of Life.